# 殭屍廣播放送時
《殭屍廣播放送時》（英語：Pontypool）是一部2008年加拿大恐怖電影，由布魯斯·麥克唐納執導，東尼·伯吉斯編劇，改編自他的小說《Pontypool Changes Everything》。衍生作《梦幻岛》於2019年上映。截至2023年，直接續集《Pontypool Changes》已被多次预告（2009年说2010年上映，2012年说2013年上映，2018年说2019年上映），据说在过去13年里一直在积极制作中。

## 剧情
在安大略省庞蒂浦小镇，电台播音員格兰特被一个女人搭讪，她重复了几次“血”字，然后踉跄着离开。
在广播电台，格兰特的播音风格取悅了他的技術助理劳雷尔-安，同時激怒了他的電台經理悉妮。直升机记者肯打来电话，报道了乔恩·门德斯医生办公室发生的暴乱，导致多人死亡。肯意外斷線後，他们想要证实他的报告，但听众的电话在被接通到节目上之前就切断了联系。在英国广播公司（BBC）因报道此事而与他们联系后，肯回电说他已在一个粮仓里避难。他描述说，暴乱者试图吃掉对方，甚至吃掉自己。一名暴乱者袭击粮仓时，肯的电话被强行接入广播的法语信息打断。
劳雷尔-安翻译了这个信息。这是一个指示，要求留在室内，不要使用爱称、修辞话语乃至英语，也不要翻译这个信息。庞蒂浦被宣布处于隔离状态。肯再次打电话回来，让他的电话离攻击者足够近，于是电话另一头便听到攻击者用婴儿般的声音喃喃自语“救救我”。一群人袭击了广播站，格兰特、悉妮和劳雷尔-安把自己锁在里面。同时，劳雷尔-安开始重复“失踪”一词，并模仿茶壶的声音。
门德斯医生通过窗户来到广播站，与格兰特和悉妮一起躲在隔音间里。肯打电话来，但在直播时感染了病毒。劳雷尔-安开始用头撞隔音室的窗户，并咬掉她的下唇。门德斯有一种假设，认为一种病毒感染了某些英语单字；特定的单字会感染特定的人，这些人再找另一个被感染的人一起自杀。悉妮接到她孩子的电话，听到他们被感染了。在隔音间外面，劳雷尔-安吐出大量的血，倒下，死了。门德斯怀疑这是由于她没能找到感染者而发生的。
随后，暴徒们闯入广播站，袭击了音响室。悉妮用格兰特说的“悉妮·布赖尔还活着”的循环录音将暴徒引到外面。门德斯医生担心自己即将感染病毒，意识到病毒只会感染英语，开始用亚美尼亚语说话，使得病毒无法控制自己。意外断电后，录音停止播放，暴徒们又回来了，但门德斯引诱他们离开，救了悉妮和格兰特。他们现在把自己锁在设备室里。
当格兰特想要找出如何才能逆转症状时，悉妮开始不断说出“杀”字。格兰特让她忘掉“杀”字的本意，让她相信“杀”字的意思是“吻”，于是她的症状消退了。两人希望能阻止病毒，开始广播，吐出一系列自相矛盾和令人困惑的短语来帮助他们受感染的听众，无视当局让他们停止广播的警告。当外面的扩音机从十开始倒数时，悉妮与格兰特一起在播音室里，他们接吻。画面切到黑色，可以听到一声爆炸。
在黑色的画面中，关于病毒进一步爆发的新闻报道表明，隔离措施失败了，病毒由新闻本身传播，并最终到达目标语言的来源——英格兰。在片尾彩蛋中，可以看到从病毒中幸存下来的悉妮和格兰特。

### 广播剧版结局
在本片的广播剧版本的结局中，格兰特让悉妮相信“杀”字的意思是“吻”，于是她要求格兰特“吻”她（电影版是要求他“杀”她，于是他吻了她）。不久之后，在播放劳雷尔-安和门德斯（格兰特认为他最终会死亡）的讣告时，他确认了悉妮的死亡，暗示他应她的要求“吻”了她。格兰特现在只身一人，意识到他已经通过“纸”这个字被感染了。认命的他让自己被这个字控制，一遍又一遍地重复这个字，最后又说出了一个不同的词：“陷阱”。